# 悪友親友
『悪友親友』（あくゆうしんゆう）は、1981年9月28日から1984年3月30日までTBS系列局で放送されていたトーク番組である。制作協力はTBS映画社（現在のTBSスパークル、前身はTBSビジョン（TBS－Ⅴ）)だったが、スタッフロールには記載されていなかった。なお、同じ芳村真理司会の『料理天国』でも制作協力をしていた。放送時間は毎週月 - 金曜 12:20 - 12:40 （日本標準時）。

## 概要
芳村真理が司会を務めていた平日昼の帯番組で、同じゲストが2日続けて出演するという構成を取っていた。彼らは出演1日目には芳村から受けるインタビューに答え、2日目には自らと親交の深い別のゲストが芳村から受けるインタビューの内容をチェックしていた。そして3日目には、2日目に出演したゲストが新たに友人のゲストを紹介していた。
ビートたけし、美空ひばり、三船敏郎、チャゲ&飛鳥、長渕剛など、昼の番組としては異色のゲストが多数出演し、当初は直前の時間帯に放送されていた『スーパーダイスQ』とともに高視聴率をマークしていた。この頃、柳生博が関西テレビ（フジテレビ）の『DOサタデー』で司会を務めていた縁で、当時同局のアナウンサーだった桑原征平が友人として紹介され、その翌日に出演したというケースもある。

## スタッフ
- 企画：塚田茂
- 構成・取材：小林久枝、大谷哲郎、スタッフ東京
- 音楽：猪俣公章
- 演奏：高橋達也と東京ユニオン
- 技術：水越行夫
- カメラ：細野克雄
- カラー調整：山川啓一
- 照明：斉藤由紀夫
- 音声：片岡博司
- 音響：直井清明
- 美術制作：西條実
- 美術デザイン：金子俊彦
- 演出：大橋博之
- プロデューサー：大友和夫
- 制作：中村寿雄
- 製作著作：TBS

## ネット局
- 東京放送（現・TBSテレビ） - 幹事局
- 北海道放送
- 青森テレビ
- 岩手放送（現・IBC岩手放送）
- 東北放送
- 福島テレビ（1983年9月30日まで） → 未ネット → テレビユー福島（1983年11月22日の試験放送開始から）
- テレビ山梨
- 新潟放送
- 信越放送
- 静岡放送
- 中部日本放送（現・CBCテレビ）
- 北陸放送
- 毎日放送
- 山陰放送
- 山陽放送（現・RSK山陽放送）
- 中国放送
- テレビ山口
- テレビ高知
- RKB毎日放送
- 長崎放送
- 熊本放送
- 大分放送
- 宮崎放送
- 南日本放送
- 琉球放送